# Vor Ungdom
Vor Ungdom er et dansk tidsskrift, der blev etableret af Herman Trier i 1879. Udgivelsen overtoges i 1904 af Det Pædagogiske Selskab. Det udkom frem til 1952 hvorefter det blev videreført under et nyt navn: Dansk pædagogisk Tidsskrift, af Det Pædagogiske Selskab i samarbejde med Danmarks socialpædagogiske Forening.